# Eddie Vedder

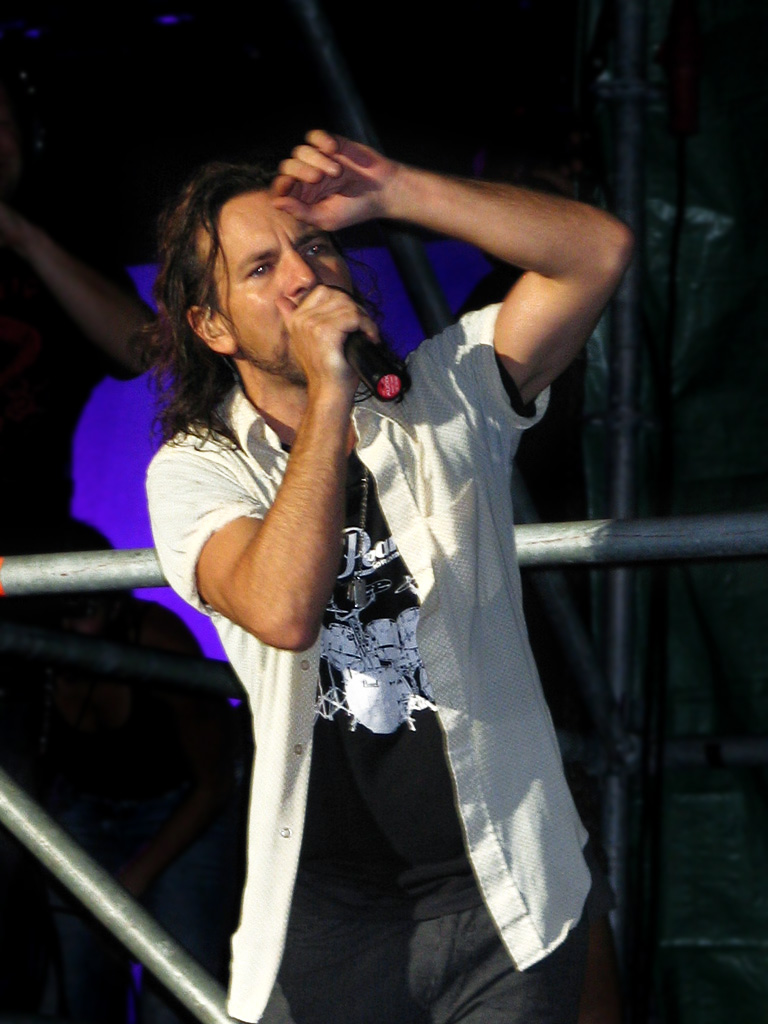
Eddie Vedder şi Pearl Jam în concert în Italia 2006

Eddie Vedder (n. Edward Louis Severson III pe 23 decembrie 1964) este vocalistul și unul dintre cei trei chitariști ai formației de muzică rock Pearl Jam. Se remarcă prin stilul grav, baritonal al vocii sale și este considerat un simbol cultural al epocii sale, a scenei grunge din care a făcut parte, și a rockului alternativ în general.

## Primii ani
Vedder s-a născut într-o suburbie din Chicago, Evanston, Illinois, fiul lui Karen Lee Vedder și a lui Edward Louis Severson, Jr.. Părinții lui au divorțat în 1965, pe când Eddie avea doar un an. Mama lui s-a recăsătorit în scurt timp, cu un bărbat pe nume Peter Mueller, și Eddie a crescut crezând că Mueller e tatăl său natural.
Spre mijlocul anilor '70, familia, incluzând trei frați vitregi ai lui Eddie, s-au mutat în San Diego County, California. În această perioadă Eddie, care primise cadou o chitară de la mama sa, a început să găsească în muzică o sursă de alinare. Mama sa a divorțat de Mueller, pe când Eddie era spre sfârșitul adolescenței, și a plecat cu frații lui vitregi în zona Chicago. Eddie a rămas cu tatăl său vitreg pntru a-și termina studiile fără să fie nevoit să schimbe liceul.
Numai în urma acestui divorț Eddie a aflat adevărul despre tatăl său. Chiar îl cunoscuse pe când era un copilaș, dar i se spusese că era doar un prieten de familie. Când Eddie a aflat adevărul, tatăl său natural deja murise de scleroză. Relația oricum proastă cu tatăl său vitreg s-a înrăutățit. Până la urmă a abandonat liceul și s-a alăturat restului familiei în Chicago. Și-a schimbat de asemenea numele de familie în „Vedder”, numele de domnișoară al mamei sale. Acest fapt este exprimat în piesa „Alive” de pe albumul „Ten”.
În 1984 Vedder s-a întors în San Diego împreună cu prietena sa, Beth Liebling. A înregistrat casete demo și s-a angajat de mai multe ori, inclusiv ca asistent de noapte într-o stație de benzină sau ca agent de securitate în „La Valencia Hotel” din La Jolla.

## Opera de început
În 1988 Vedder a devenit vocalistul trupei de funk-rock progresiv Bad Radio. În această perioadă a compus și interpretat cântecul „Better Man”, bazat pe relația dintre mama sa și tatăl său vitreg. Acest cântec avea să devină un hit al trupei Pearl Jam.
După ce Eddie Vedder a părăsit trupa Bad Radio în 1990, prietenul lui Vedder și fostul baterist al trupei Red Hot Chili Peppers, Jack Irons, i-a dat caseta demo a unei trupe din Seattle care avea nevoie de un cântăreț. Vedder și-a oferit vocea pentru trei dintre cântece, care aveau să devină „Alive”, „Once”, și „Footsteps” de la Pearl Jam. Vedder a scris textele pieselor ca pe o „mini-operă” intitulată „Mamasan trilogy”. Cântecele urmăresc povestea unui tânăr care, ca și Vedder, află că a fost mințit în privința tatălui său („Alive”), devine un criminal în serie („Once”) și este până la urmă încarcerat și condamnat la moarte („Footsteps”).
După ce au ascultat caseta, chitaristul Stone Gossard și basistul Jeff Ament l-au invitat pe Vedder la Seattle, pentru a participa la audițiile pentru trupa ce se va numi Pearl Jam. Au fost impresionați de vocea sa unică și de faptul că avea ceva cunoștințe despre Andrew Wood.
La scurt timp după intrarea în Pearl Jam, chiar înainte de înregistrarea albumului „Ten”, Vedder a fost chemat să fie unul dintre vocaliștii albumului „Temple of the Dog”, un omagiu adus cântărețului recent decedat Andrew Wood, de la Mother Love Bone. La acest album au participat atât membri ai formației Pearl Jam, cât și ai formației Soundgarden.

## Pearl Jam
Deși e cunoscut în primul rând ca vocalist, Vedder cântă de asemenea la mai multe instrumente muzicale. A cântat la chitară în multe dintre cântecele de la Pearl Jam, începând cu „Rearviewmirror” și „Elderly Woman Behind the Counter in a Small Town” de pe albumul Vs. A cântat de asemene la „ukulele”, tobe, muzicuță sau acordeon. La concerte Vedder aduce adesea o tamburină pentru finalul spectacolului, când o aruncă în tribune. Vedder are două pedale la chitară, una marcată „Soap” („Săpun”), pentru tonalitate clară, și cealaltă „Dirt” („Mizerie”), pentru distorsiune. Pe albumele Pearl Jam Vedder folosește pseudonimul „Jerome Turner” pentru contribuțiile sale non-muzicale (de regulă de artă și design). A folosit de asemenea pseudonimul „Wes C. Addle”(de la „West Seattle”).
Vedder și-a incorporat opiniile politice în reprezentații încă de la începutul carierei sale la Pearl Jam. La concerte face deseori scurte pauze între cântece pentru a introduce un comentariu politic. În timpul concertului din 1992 de la MTV Unplugged Vedder a scos un marker și și-a scris PRO-CHOICE pe braț cu litere mari. Pearl Jam a cântat la spectacolul de caritate Rock for Choice din Pensacola, Florida , în martie 1994, care conmemora un an de la asasinarea doctorului David Gunn, care practica avorturi. Pearl Jam a fost de asemenea unul dintre capetele de afiș ale turului „Vote for Change” din 2004.
Vedder urcă deseori pe scenă la începutul spectacolelor Pearl Jam, cu doar o chitară sau o muzicuță, pentru a încălzi audiența cu unul sau două cântece. De regulă este vorba de cântece mai lente, acustice, cum ar fi „Long Road” sau „Trouble” de la Cat Stevens. Multe dintre aceste cântece nu sunt pe lista oficială a cântecelor Pearl Jam, dând celor prezenți șansa de a asculta material într-un mod mai intim.